# T-26T (装甲牽引車)
T-26T（TT-26）は、1932年に試作型が完成した、T-26軽戦車の車体を利用した砲兵用牽引車。

## 概要
本来は装甲兵員輸送車として計画されていたが、実際には76.2mm野砲や152mm榴弾砲の牽引車となった。
戦車型の砲塔と車体上面装甲を撤去、密閉式の車体上部構造物を追加して天井を高くしたような形状だが、結局162輌の生産に終わった。